# Reinier Baas
Reinier Baas (Hilversum, 19 juni 1985) is een Nederlandse jazzgitarist en -componist.

## Loopbaan
Baas studeerde aan de Manhattan School of Music in New York (onder Dave Liebman en Phil Markowitz) en aan het Conservatorium van Amsterdam (in 2010 afgesloten met een master).
In 2010 richtte hij de groep The More Socially Relevant Jazz Music Ensemble, met de saxofonisten Ben van Gelder en Maarten Hogenhuis, bassist Sean Fasciani en drummer Mark Schilders. De Volkskrant noemde dit gezelschap 'het hipste en spannendste jazzbandje van Nederland'. Baas trad op op allerlei festivals, waaronder het North Sea Jazz Festival. Hij trad als solist op met onder meer het Metropole Orkest, de WDR Big Band en het Jazz Orchestra of the Concertgebouw. Baas is eveneens actief als componist en arrangeur. Voor de symfoniebezetting van het orkest Pynarello schreef hij een fictief, 'vijfde' deel voor de 9e symfonie van Antonín Dvořák.
Reinier Baas is docent Jazz gitaar en Creative Jazz Writing aan het Conservatorium van Amsterdam, en vaste gastdocent aan de Siena Jazz University in Siena, Italië.

## Prijzen en onderscheidingen
Baas won in 2013 met zijn album Mostly Improvised Instrumental Indie Music de Edison Jazz Nationaal.
In 2015 schreef het North Sea Jazz Festival de jaarlijkse compositieopdracht uit aan Baas.
In 2017 won hij opnieuw de Edison Jazz Nationaal, met zijn album "Reinier Baas vs. Princess Discombobulatrix".

## Discografie
- More Socially Relevant Jazz Music (2011)
- Mostly Improvised Instrumental Indie Music (2012)
- Smooth Jazz Apocalypse (2014)
- Smooth Jazz Apocalypse LIVE (2016)
- Reinier Baas vs. Princess Discombobulatrix (2016)
- Smash Hits (2018), met het Metropole Orkest en saxofonist Ben van Gelder.
- Mokum In Hi-Fi (2019), met saxofonist Ben van Gelder.
- Relief Party (2024)
- This Is Water (2024), met saxofonist Ben van Gelder.